# Кожина Василіса
Василіса Кожина (рос. Василиса Кожина) — учасниця Вітчизняної війни 1812 року.

## Біографія
Народилася у селянській родині хутора Горшково, Сичівського повіту, Смоленської губернії. Була дружиною старости (старостиха).
Під час Вітчизняної війни 1812 року, допомагаючи чоловікам, декілька разів брала участь у конвоюванні захоплених ними полонених французів до міста Сичівки і одного разу[джерело?] вбила косою непокірного полоненого. Замітка «Старостиха Василіса» з'явилася в журналі «Син Вітчизни» в 1812 році: «Один тутешній купець, що їздив нещодавно із цікавості в Москву і її околиці, роповідає такий анекдот, світком якого він був. Староста одного села Сичівського повіту повів партію полонених до міста. Під час його відсутності селяни привели ще декількох французів, захоплених ними, і віддали їх старостисі своїй Василісі для відправки куди слід. Василіса зібрала селян, сіла верхи на коня, взяла в руки косу і, роїжджаючи навколо полонених, кричала важливим голосом: „Ну, злодії французи! В фрунт! Ступай, марш!“ Один з полонених офіцерів, що був роздратований тим, що жінка сміє наказувати їм, не послухався її. Василіса негайно вдарила його косою по голові, він впав мертвим до її ніг, і вона закричала: „Всім вам, злодіям, собакам, буде те ж саме, якщо тільки хтось ворухнеться! Я вже двадцяти сімом таким посіпакам зірвала голови! Марш до міста!“» Замітка була передрукована зі змінами в 1814 році в «Повному зібранні анекдотів найвідомішої війни росіян з французами»: «Староста одного з сіл Сичівського повіту повів до міста партію полонених, яких зібрали селяни. В час його відсутності поселенці впіймали ще декілька французів і в той же час привели їх до старостихи Василіси для відправки куди слід. Ця остання, не бажаючи відволікати дорослих від їхнього головного заняття бити та ловити злодіїв, зібрала невеликий конвой хлопців, і, сівши на коня, пустилася як поводир проводжати французів сама… з цим наміром, роз'їжджаючи навколо полонених, кричала їм наказовим голосом: „Ну, злодії французи! В фрунт! Ступай, марш!“ Один із полонених офіцерів, що був злий, що проста баба надумала наказувати їм, на послухався її. Василіса бачачи це, підскочила до нього миттєво і, вдаряючи по голові своїм жезлом — косою, повергла його мертвого до своїх ніг, закричавши: „Всім вам, злодіям, собакам, буде те ж саме, якщо тільки хтось насмілиться ворухнутися! Я вже двадцяти сімом таким посіпакам зірвала голови! Марш до міста!“ І після цього хто засумнівається, що полонені визнали над собою владу Василіси»
Пізніше про Василісу Кожину писала, як про діячку партизанського руху, яка організувала в Сичівському повіті загін з підлітків та жінок, які охороняли поселення та завдавали великої шкоди французам. Розповідалось також, що за подвиг Василіса Кожина була удостоєна медалі та грошової винагороди.
Однак, за твердженням російського історика й театрального режисера Євгена Понасенкова, Василіса Кожина - постать видумана, котра в реальному житті не існувала . Інші історики в РФ ставлять під сумнів існування документів чи інших достовірних свідчень про нагородження Василіси Кожиної чи діяльності її загону. Вони вважають, що крім епізоду з вбивством полоненого, ніякі дії Василіси Кожиної проти французів не зафіксовані.